# Jogos do Extremo Oriente de 1913
Os Jogos do Extremo Oriente de 1913 foram a primeira edição do evento multiesportivo, que ocorreu em Manila, nas Filipinas.

## Países participantes
Seis países participaram do evento:
- China
- Filipinas
- Hong Kong
- Japão
- Malásia
- Tailândia